# La Verdad (setmanari)
|  | Pel que fa a la publicació de la Regió de Múrcia, vegeu La Verdad. |

La Verdad: semanario que con mucha política se ocupará de todo menos de ella va ser una publicació periòdica de Reus, que va sortir l'any 1868.
Es publicava els diumenges en format foli. El primer número va veure la llum el 12 de juliol de 1868. La redacció i administració era a la plaça de les Monges vora el convent de carmelites, avui plaça de Prim, i s'imprimia a casa de Joan Muñoa. Va ser fundada pel novel·lista Rafael del Castillo, instal·lat a Reus. Hi col·laboraven Pere Gras i Bellvé, Marià Fonts Fortuny, Lluís Quer, Eugeni Mata, Amália Domingo, J. Cuyàs i Prat i l'escriptor Víctor Rosselló. D'ideologia conservadora, no es va ocupar gaire de política, tal com anunciava, no opinava, però parlava de literatura i feia crítica literària. L'editorial del primer número remarcava el fet de que es mantindria lluny de la política i que treballaria per la unitat dels reusencs i pel progrés de la ciutat. Ja des del número 1 va despertar les simpaties del Diario de Reus, amb el que compartia ideologia i col·laboradors. Tenia quatre pàgines i Francesc Vernis n'era l'editor responsable. Tenia per lema «Reus y sus intereses». En diferents números demanava la millora dels camins veïnals, la necessitat de millorar el port de Salou i de construir-hi un sistema d'accés ràpid, i proposava la creació d'un ferrocarril fins al port, que anys més tard es faria realitat i seria el Carrilet de Reus a Salou. El tren restabliria la vida de Salou, gràcies al comerç reusenc. Publicava també poemes, història local (a càrrec de Gras) i els moviments del port de Salou. Tot el contingut era en llengua castellana, i va desaparèixer quan va esclatar la Revolució de Setembre.

## Localització
- Una col·lecció completa a la Biblioteca Central Xavier Amorós de Reus.[4]